# Готфрид фон Валдек
Готфрид фон Валдек, наричан и Готфрид фон Минден (на немски: Gottfried von Waldeck; Gottfried von Minden; * ок. 1255/1260; † 14 май 1324), от Дом Валдек, е от 1304 до 1324 г. епископ на Минден.

## Живот
Той е вторият син на граф Хайнрих III фон Валдек († 1267) и съпругата му Мехтхилд фон Куик-Арнсберг († 1298), дъщеря на граф Готфрид III фон Арнсберг и наследничка на Вевелсбург. Брат е на Адолф II († 1302), от 1301 г. епископ на Лиеж, и на Ото I († 1305, убит в плен).
Готфрид е през 1279 г. капитулар на манастир „Св. Петрус“ във Фрицлар. Освен това той е домхер в Кьолн и Лиеж и тезаурар в Мюнстер. През 1304 г. е избран за епископ на Минден. Същата година той свиква църковен събор.
Заради конфликт с жителите и някои служби от Минден Готфрид мести резиденцията си в Петерсхаген (замъкът остава и след неговата смърт резиденция на епископите).
След смъртта му Готфрид е погребан зад олтара „Св. Петър“ в катедралата на Минден.